# Episymploce paradoxura
Episymploce paradoxura är en kackerlacksart som beskrevs av Bei-Bienko 1950. Episymploce paradoxura ingår i släktet Episymploce och familjen småkackerlackor. Inga underarter finns listade i Catalogue of Life.